# Anthony Iauko
Anthony Iarris Harry Iauko, dit Tony Iauko ou -par patronymie- Tony Harry, est un homme politique vanuatais.

## Biographie
Originaire de l'île de Tanna, il descend du côté de sa mère d'arrière-grands-parents wallisiens établis dans ce qui est alors le condominium des Nouvelles-Hébrides (actuel Vanuatu) pour y travailler comme ouvriers agricoles sur les plantations de copra de colons français.  Son père Harry Iauko est plusieurs fois ministre de 2010 à sa mort en 2012, et l'un de ses frères, Pascal Iauko, est député de 2013 jusqu'à sa condamnation pour corruption en 2015. Son oncle maternel Antoine Wright et son oncle paternel Iaris Naunun sont également députés, tous deux membres de l'Union des partis modérés (UPM).
Adhérant lui aussi à l'UPM plutôt qu'au groupe Iauko de son père et de ses frères, et conseillé par ses oncles, Tony Iauko est élu conseiller municipal à Port-Vila en 2018. Élu trésorier du parti, il démissionne du conseil municipal pour se porter candidat dans la circonscription de Port-Vila aux élections législatives de 2020 ; élu, il entre au Parlement de Vanuatu en même temps que son frère Xavier Iauko, député de Tanna pour le groupe Iauko,. Réélu député en 2022,, il est nommé ministre de l'Intérieur dans le gouvernement de coalition de Sato Kilman le 4 septembre 2023,,. Le gouvernement est toutefois contraint à la démission par le Parlement un mois plus tard, en raison de défections.